# Фортуна Арена
«Фортуна Арена» (чеш. Fortuna Arena) — футбольный стадион в Праге, Чехия. Является домашней ареной для футбольного клуба «Славия» (Прага) и национальной сборной Чехии. Стадион вмещает 19370 человек и является самым вместительным футбольным стадионом в Чехии. Ранее этот стадион носил названия «Синот Тип Арена» (чеш. Synot Tip Aréna), «Эден Арена» (чеш. Eden Aréna), Синобо Стэдиум (англ. Sinobo Stadium). 
30 августа 2013 года, стадион принял Суперкубок УЕФА, в котором встретились «Бавария» и «Челси». Основное время матча закончилось со счетом 1:1, в дополнительное время команды обменялись голами, а в серии пенальти сильнее оказались игроки «Баварии». В итоге, Бавария завоевала свой первый в истории Суперкубок УЕФА.

### Название
Уже во время строительства продолжались переговоры о возможном продажи права наименования стадиона, коммерческое название,стадион получил за одиннадцать месяцев до открытия, на основе соглашения с компанией Synot получил стадион от 1 апрель 2009 название Synot Tip Arena.
Соглашение было завершено  30 июня 2012 года, после чего на основе опроса, новый владелец решил назвать стадион  именем Эден Арена.
В 2013 году, владелец опять открыл спонсорский контракт с компанией Synot и стадион вновь получил название Synot Tip Arena.
В конце высшей лиги год 2014/2015 контракт истек и стадион, таким образом, вернулся к имени EDEN "АРЕНА" (официально так, большими буквами).

### Строительство и открытие
Инвестором строительства стадиона была компания E Side Property Limited, которая была целенаправленно создана именно для этой цели и в которой  совладельцы акций были как в SK Slavia Praha – fotbal a. с. так и с руководителем проекта строительства компания ARCADIS Project Manager, s. r. o., и основной подрядчик компания Hochtief CZ a. s. Главным дизайнером и архитектор был Мартан Коток (чеш. Martin Kotík) также архитекторами были Даниэль Дворжак и Леос Земан. Руководителем строительство был Михал Прибили. Однако, главный архитектор Котик был недоволен конечным результатом, потому-что, по его словам, окончательная форма из-за значительного отличаются от первоначальных идей.
Стадион был торжественно открыт 7 мая 2008 показательным матчем против команды Оксфордского Университета.F.C., это был первый английский отряд в истории , против которого играла "Славия" (матч был проведён 28 марта 1899 года Славия проиграла 5:0). Матч был два раза по 35 минут, мяч ввёл в игру Франтишек Веселый. Славия в этом матче одержала победу 5:0 (голы: 2. Владимир Шмицер, 6. Павел Кука, 38. Марк Яролим, 53. Ярослав Черный, 67. Иво Кнофличек), на этот матч пришло 14 618 зрителей.
Первый соревновательный матч на стадионе, проходил 17 мая в последнем туре 1 Гамбринус лиги 2007/2008 Славия сыграла вничью 2:2 с Яблонцем, в результате чего перед полным стадионом завоевала чемпионский титул.

## Производственный процесс

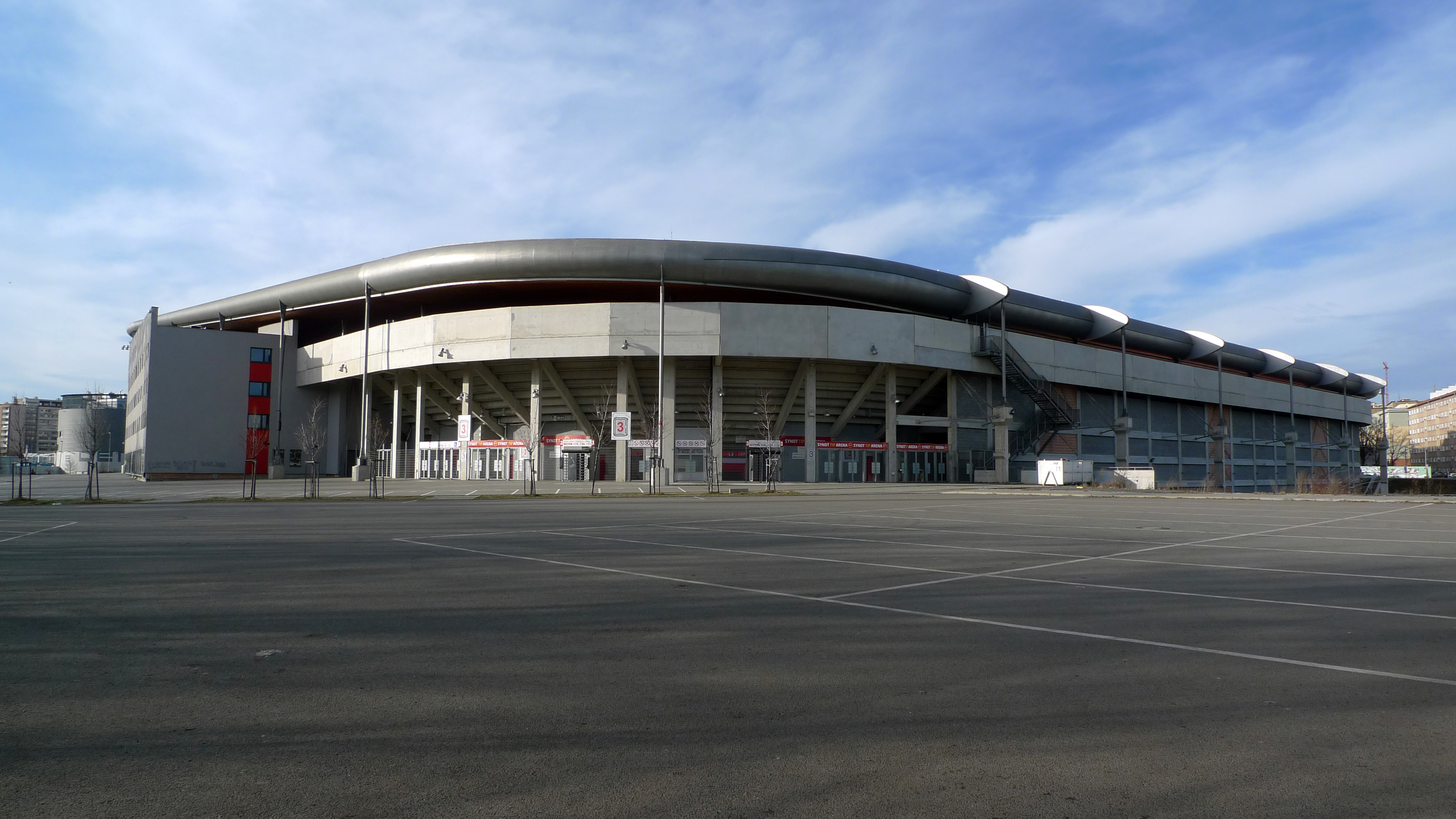

В 2011 году после выкупа лондонской компанией Eden Sport Investments Limited материнской компании E Side Property, стала инвестиционная группа Natland Group контролирующим владельцем, которая чуть раньше спасла от разорения Славию. 
После многих лет, когда не было ясно, кому стадион принадлежит стадион, его 17. апреля 2017  выкупил владелец славии, компания CEFC. В феврале 2018 СМИ сообщают, что CEFC взяла краткосрочный кредит в банке в банке J&T, Eden и использовала в качестве залога, чтобы получить более выгодные условия кредита.В мае 2018 года, когда ситуация обострилась между CEFC и J&T по поводу погашения кредита, J&T забрал стадион. CEFC смог погасить долг и вернул стадион. 

## Расположение
Стадион находится между улицами Vladivostocká, U Slavie.

## Вместительность и оборудование стадиона
Стадион вмещает 20 232 сидящих зрителей, здесь построены VIP-боксы (в общей сложности 40 боксов с 400 местами), а также сектор для инвалидов, который вмещает 42 зрителя и 42 в для сопровождения.Площадка отапливается и  освещается. Парковка вместит 1300 автомобилей, сооружен гараж для автобусов (всего 25), дополнительные площадки для футбольных команд, а также специальные зоны для VIP-гостей. Стадион оснащен широкоформатными экранами по углам стадиона размером 5×7 метров. Внутри стадиона можно найти Фан-магазин, ресторан с видом на поле, заведения быстрого питания (в том числе в заведениях Mcdonald's) или Спорт кафе. VIP боксы защищены бронированным стеклом.
В северном крыле стадиона работает четырехзвездочный отель Exe Iris вместимостью 150 номеров.

## Использование

### Футбол

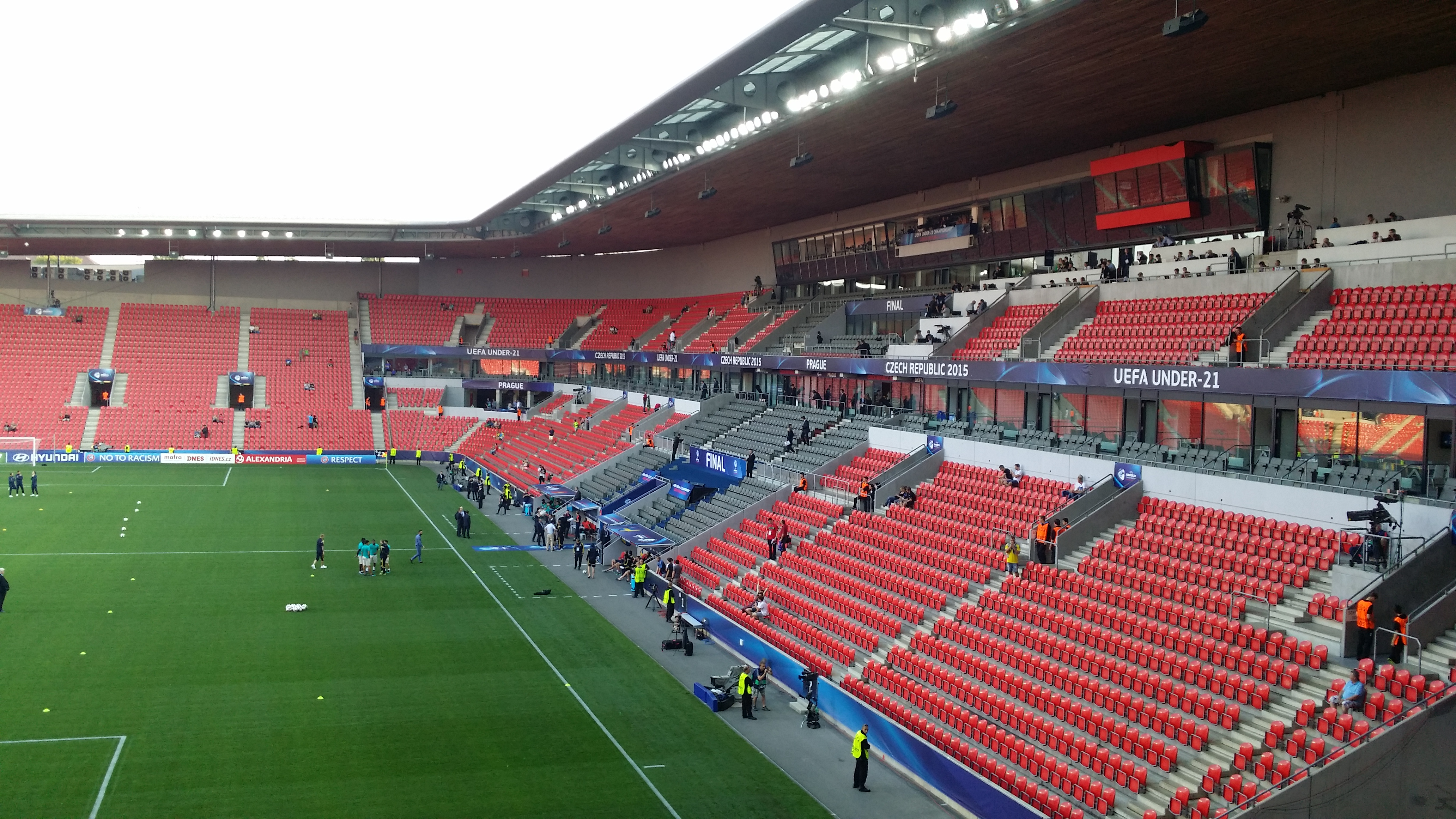

Стадион является домашней площадкой для мужского A-дивизиона SK Slavia Praha и играют здесь все домашние матчи.
В сезоне 2010/11 и 2011/12 был стадион также домашним для Богемианс 1905, который из-за плохих условий, не могла играть на своем стадионе в Ďolíčku. Согласно первоначальным планам, Эден должен был стать домашним стадионом для Богемианс навсегда.

### Чешская футбольная сборная
Eden является одним из стадионов, на которых регулярно проводятся домашние матчи Чешской сборной. Предрасполагает его к этому расположение в самом центре Праги и тот факт, что является одним из самых современных футбольных стадионов и имеет наибольшую вместимость в Чехии.
Сразу же после завершения строительства Eden взял на себя часть матча сборной от стадиона "Спарта". Первый матч сыграли представления вскоре после открытия, 27 мая 2008 против Литвы. Товарищеский матч закончился победой чешской сборной 2:0.

### Другие важные матчи
В мае 2011 года стадион повредили расстроенные поклонники Славии, после того, как Славии не удалось получить профессиональные лицензии и директор клуба не смог объяснить фанатам, как он намерен эту ситуацию. Убыток стадиона составил 700 000 крон.
30 августа 2013 года на стадионе был сыгран матч за Суперкубок УЕФА 2013 года. В матче, в котором встретились немецкий ФК Бавария Мюнхен и английский "Челси", победила по пенальти  Бавария, в основное время матч закончился 1:1 и в овертайме забили по 1 голу.
В 2014 году в Эдене состоялся финальный матч Кубка Чешской почты между ФК Спарта Прага и ФК Виктория Плзень. Матч закончился в основное время 2:2, таким образом, по решению пенальти одержала победу Спарта. Из-за массовых беспорядков болельщиков на предыдущих матчах, споров болельщиков с футбольным союзом и в частности, его председателем Мирославом Пелтвовым, в финале союз решил резко ограничить продажи билетов на этот матч, поэтому болельщики обеих команд имели доступ только на сектора за воротами. На самом матче, из-за этих ограничения болельщики протестовали первые 30 минут; остаток матча, то прошел без инцидентов, после пенальти некоторые фанаты "Спарты" выбежали на игровое поле.
В июне 2015 года стадион состоялась часть матчей Чемпионата Европы по футболу для молодежных команд, сыграла здесь три из шести матче пражской группы А и финал в котором по пенальти победила Швеция над Португалией.

### Другие спортивные мероприятия
Помимо футбола, на стадионе проводятся и другие крупные спортивные мероприятия. Регулярно здесь проходит финал Чешской лиги американского футбола, несколько раз здесь состоялся финал чешской по регби.
В 2009 году на стадионе играли финальный матч за третье место чемпионата мира женщин по лакроссу. В матче за третье место победила Канада Англию 14:9, золото завоевала Америка победив австралию 8:7.
В 2012 году на стадионе состоялась массовая тренировка XV общешкольного сбора.
На 2018 год запланированы массовые тренировки XVI.

### Концерты
Благодаря хорошей акустике стадион отлично подходит для концертов в летний период. Стадион, однако, не получил разрешения на проведение концертов, потому что стадион не достаточно оборудован. Организованные концерты, как правило, облагались штрафами из-за шума после 22:00.
Метал-группа Metallica выступила первыми на арене,менее чем через месяц после открытия, 3. 6. 2008. Группа сюда вернулась и спустя пять лет, 7. 5. 2012. На стадионе состоялись концерты Iron Maiden (8. 8. 2008, 29. 6. 2013 и 5. 7. 2016) R.Е.М. (17. 8. 2008), Depeche Mode (25. 6. 2009, 27. 7. 2013 и 24. 5. 2017), Pink (20. 7. 2010), Red Hot Chili Peppers (27. 8. 2012), Брюс Спрингстин (11. 7. 2012), Coldplay (16. 9. 2012), Bon Jovi (24. 6. 2013) и Rammstein (28. и 29. 5. 2017).